# Ciasto (deser)

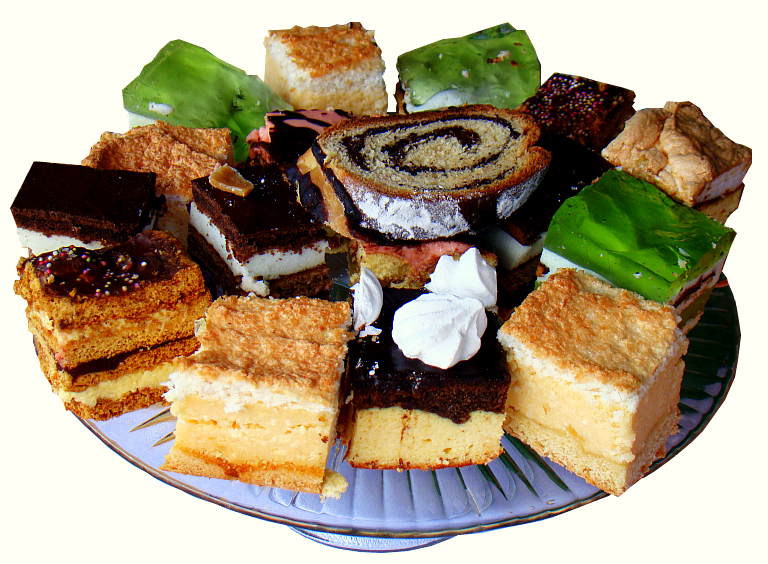
Porcje różnych ciast

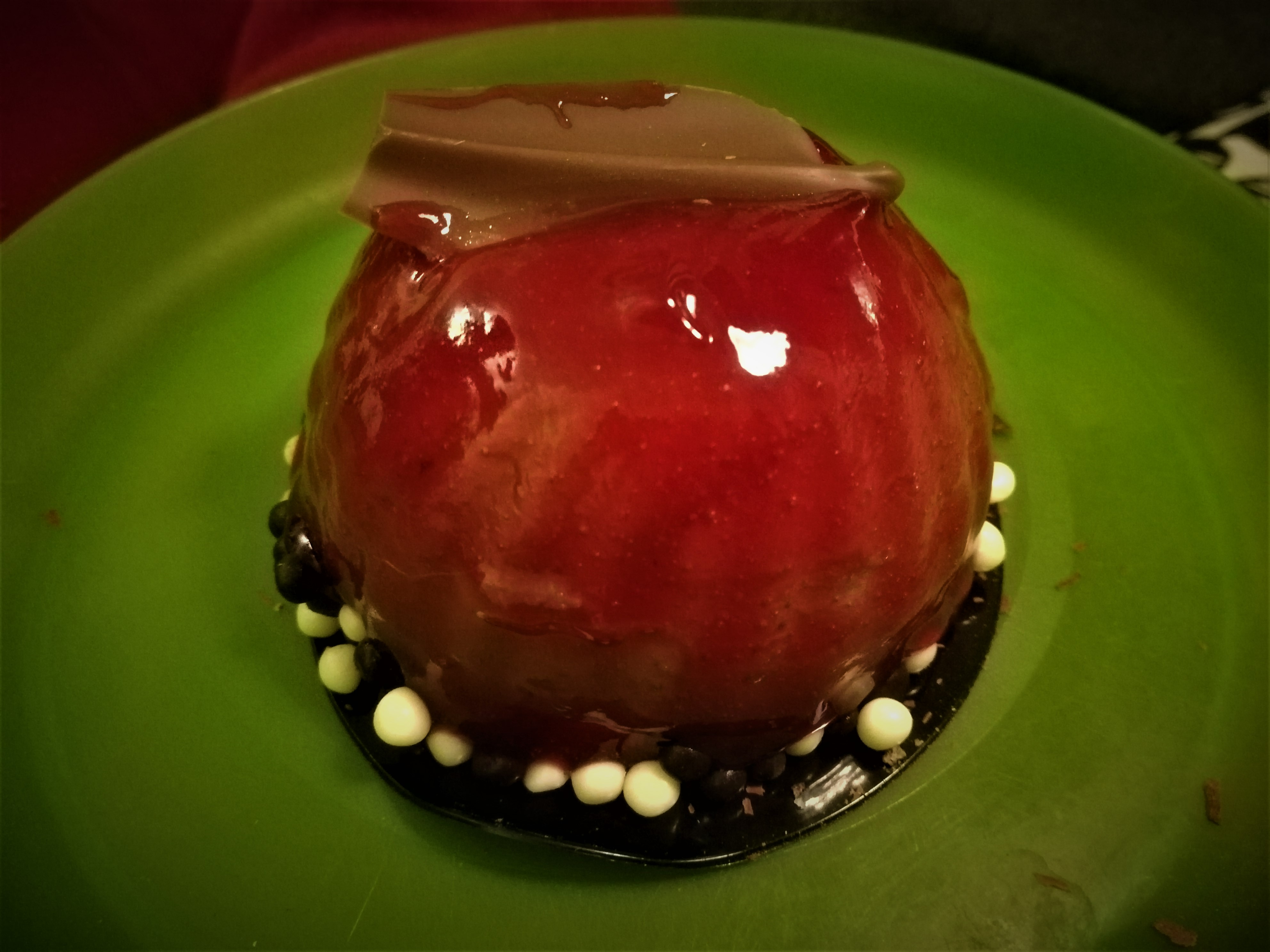
Ciasto w formie galaretki.

Ciasto – deser, zwykle oparty na bazie pieczenia przetworów zbożowych (przede wszystkim mąki), cukru, jajek, tłuszczów i wody. 